# NMBS/SNCB-Reihe AM 96
Die Reihe AM 96 der Belgischen Staatsbahn (NMBS/SNCB) ist eine Reihe von 160 km/h schnellen dreiteiligen elektrischen Triebzügen. Jede Einheit besteht aus je einem Wagen der Typen Bx, B und ADx.
Die Züge werden hauptsächlich im innerbelgischen IC-Verkehr der NMBS/SNCB eingesetzt, erreichen aber auch auf drei grenzüberschreitenden Intercity-Linien Lille (Frankreich) und Luxemburg (Stadt).
Charakteristisch sind bei diesen Fahrzeugen der Führerstand, welcher von einer Gummiwulst umgeben ist – weshalb diese Fahrzeuge liebevoll Gumminasen oder auch abwertend Klobrillen genannt werden – und dessen Mittelteil (Steuertisch), welches bei der Vereinigung von mehreren Einheiten seitlich wegklappbar ist. Aufgrund ihrer äußeren und technischen Ähnlichkeit mit der dänischen Baureihe MF werden sie auch Deense neus („Dänische Nase“) genannt.

## Varianten
Fahrzeugnummern
- 441–490: Zweisystemfahrzeuge für 3 kV = und 25 kV ~
- 501–570: Einsystemfahrzeuge für 3 kV

## Einsatzstrecken
- Antwerpen–Kortrijk–Lille
- Oostende–Kortrijk–Lille
- Oostende–Gent–Antwerpen
- Tongeren–Hasselt–Brüssel–Knokke / Blankenberge
- Genk / Liège-Guillemins–Brüssel–Knokke / Blankenberge
- Brüssel–Namur–Luxembourg
- Gent–Brüssel (Flughafen)

## Unfälle
Am späten Abend des 5. Juni 2016 fuhren beim Eisenbahnunfall von Hermalle-sous-Huy zwei Triebwagen der Reihe AM 96 in Doppeltraktion mit etwa 90 km/h auf einen Güterzug auf. Die vorderen zwei Wagen des führenden Triebzugs entgleisten, der Triebfahrzeugführer und zwei Fahrgäste wurden getötet.

## Bilder

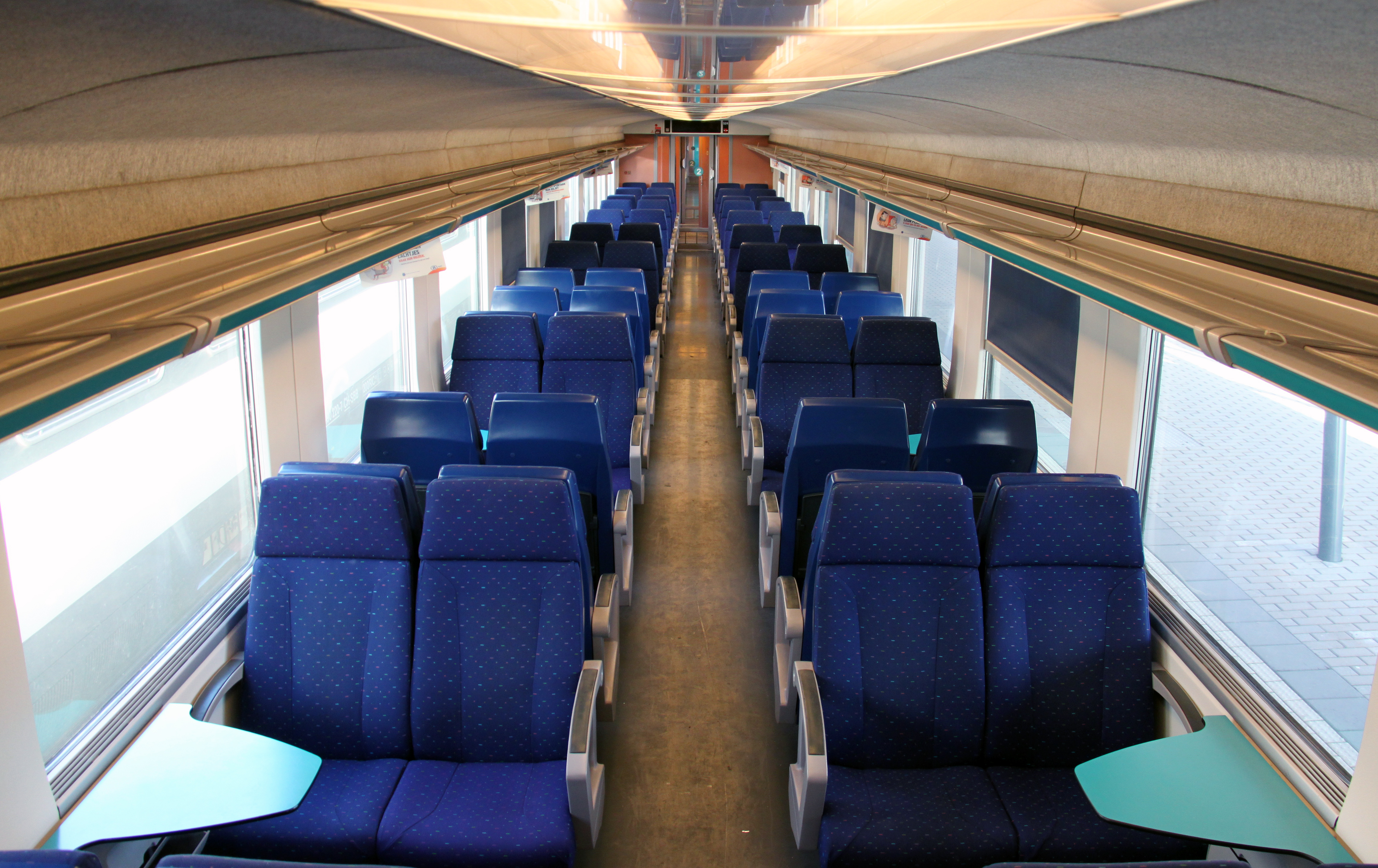
Zweite Klasse
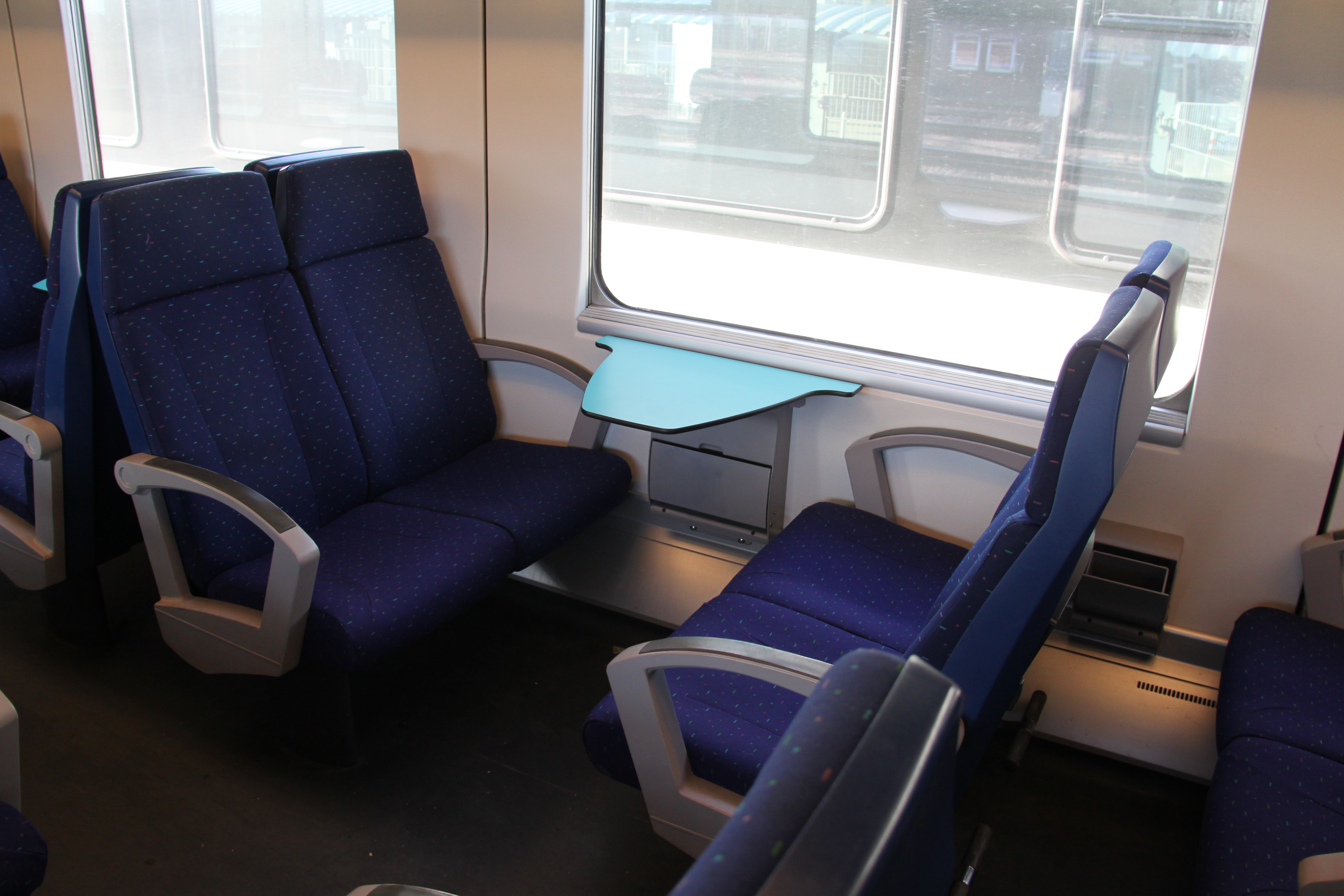
Zweite Klasse
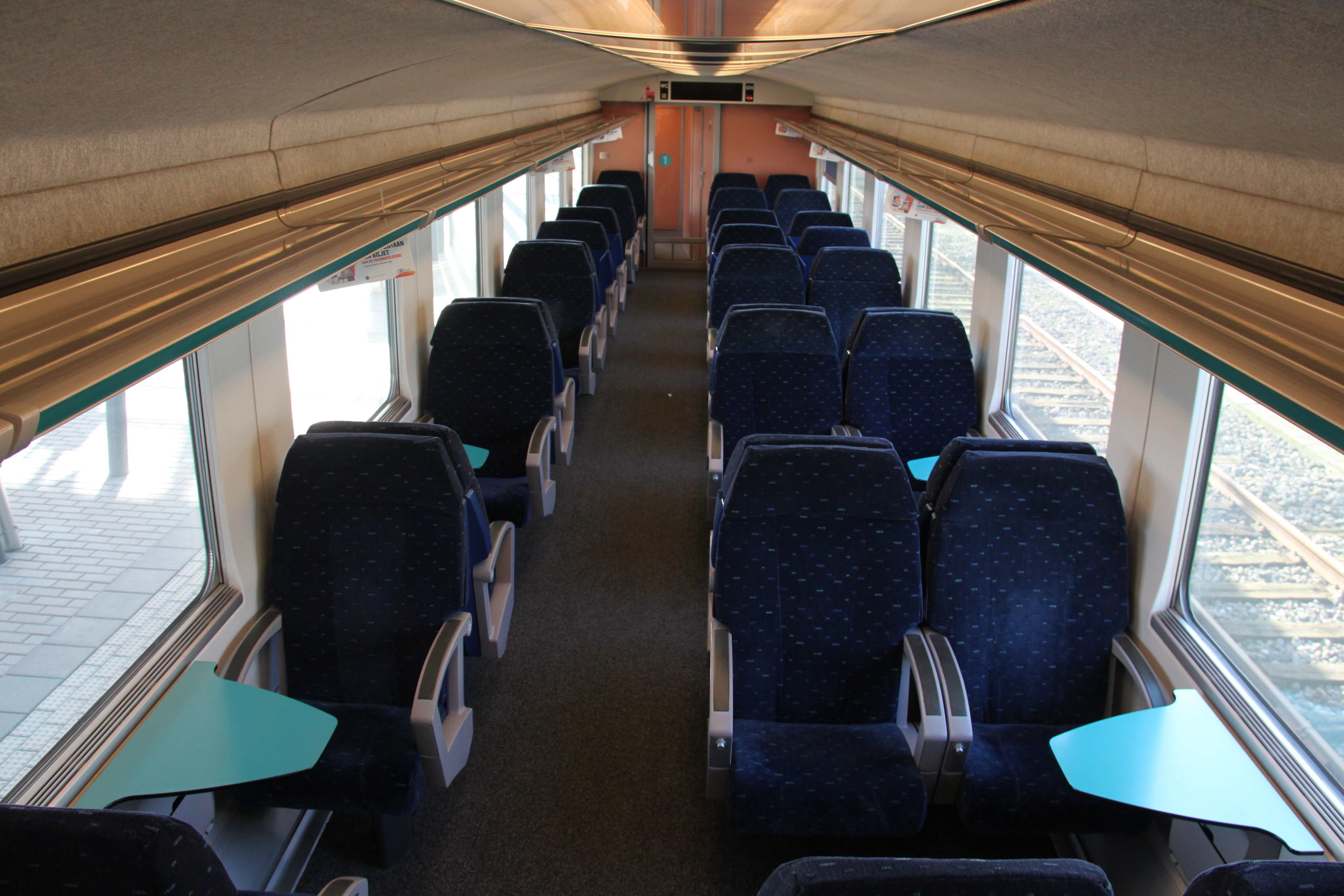
Erste Klasse
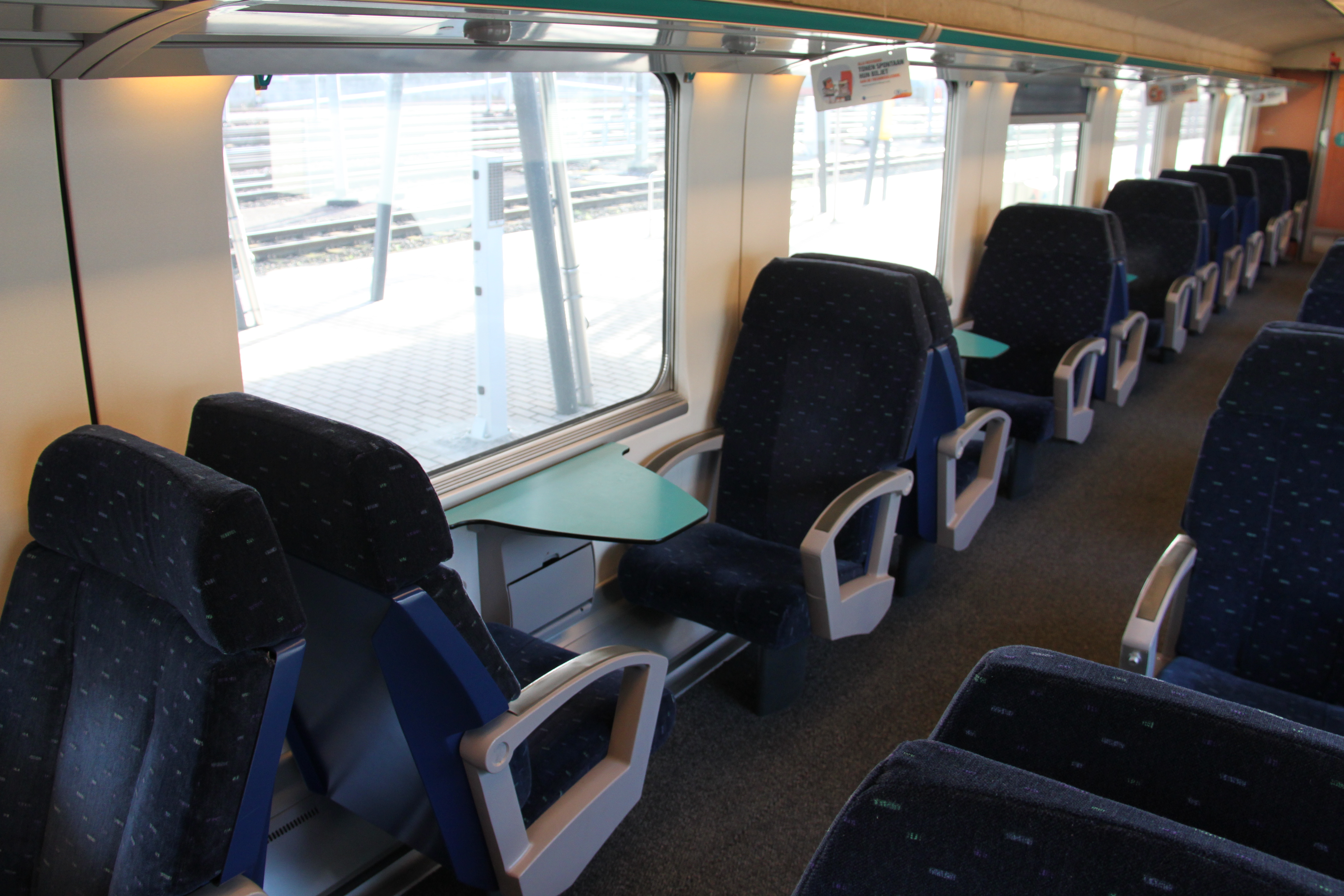
Erste Klasse